# Směsná lymfocytární reakce
Směsná lymfocytární reakce (angl. mixed lymphocyte reaction; MLR) je označení pro laboratorní imunologickou zkoušku. Testuje aloreaktivitu T-lymfocytů dvou jedinců vůči svým antigenům navzájem po jejich přímém rozpoznání, především antigenům hlavního histokompatibilního komplexu (MHC, z angl. major histocompatibility complex. Zkouška bývá součástí rutinních vyšetření v transplantační medicíně.

## Obousměrná lymfocytární reakce
Z periferní krve dvou jedinců se izolují lymfocyty. Oba izoláty se navzájem smíchají a nasadí ke kultivaci do média obsahujícího radioaktivní 3H-thymidin. Rozpoznají-li některé z buněk na povrchu buněk od druhého jedince cizí antigeny, začnou se množit. Během syntézy DNA se do nově vznikajících buněk zabudovává radioaktivní 3H-thymidin. Množství 3H-thymidinu zabudovaného do DNA se měří po několika dnech, nepřímo úměrně odráží vzájemnou imunologickou snášenlivost jedinců navzájem.

## Jednosměrná směsná lymfocytární reakce
Užívá se v klinické praxi v rámci před-transplantačních vyšetření. Při ní jsou lymfocyty jednoho či směsi více jedinců ozářeny nebo vystaveny mitomycinu c, čímž ztratí schopnost proliferace. Poté jsou smíchány s lymfocyty jiného jedince (zvažovaného příjemce). Testuje se tak aloreaktivita T-lymfocytů příjemce vůči cizím antigenům (obecně či konkrétního dárce), opačná reakce proti antigenům příjemce je potlačena. S pozitivitou testu (proliferací buněk příjemce) stoupá pravděpodobnost odhojení (rejekce) transplantátu příjemcem. 

## Směsná leukocytární reakce
Při směsné leukocytární reakci (angl. mixed leucocyte reaction; MLR) se ke kultivaci nasazují mononukleární buňky (směs buněk lymfocytární a monocyto-makrofágové řady). V experimentech na pokusných zvířatech se užívá suspenze buněk ze sleziny nebo lymfatických uzlin. Testuje se tak reaktivita po přímém i nepřímém rozpoznání antigenů (po prezentaci antigenu antigen prezentující buňkou). Rozdíly mezi pojmy směsná lymfocytární reakce a směsná leukocytární reakce se v literatuře často zanedbávají.

## Výzkum
První zmínky o směsné leukocytární/lymfocytární reakci lze zaznamenat v literatuře ze šedesátých let. Kromě rychlé aplikace zkoušky v medicíně umožnila popis nových objevů – například s leukémií spojených antigenů. Ty byly popsány při fenotypizaci buněk, které se namnožily při jednosměrné leukocytární reakci buněk pacienta s akutní leukémií. Jako s leukémií spojené antigeny byly označeny antigeny, které byly ve srovnání s analogicky indukovanými buňkami zdravých jedinců či jedinců v remisi jedinečné.